# Convention de Paris pour la protection de la propriété industrielle
La convention de Paris pour la protection de la propriété industrielle, est un traité signé à Paris, en France, le 20 mars 1883. Il fut l'un des premiers traités de propriété intellectuelle portant sur les brevets et le droit des marques. Il crée une Union pour la protection de la propriété industrielle. Les dispositions de fond de la convention se répartissent en trois catégories principales : le traitement national, le droit de priorité et les règles communes.
Sa dernière version date du 28 septembre 1979. La convention est toujours en vigueur en 2023. Elle est administrée par l'Organisation mondiale de la propriété intellectuelle.

## Dispositions

### Constitution de l'Union
Cette convention crée une Union pour la protection de la propriété industrielle ; en septembre 2014, plus de 170 pays étaient partie à cette convention d'union de Paris (nom souvent donné à la convention de Paris pour la protection de la propriété industrielle).

### Traitement national
Selon les articles 2 et 3 de ce traité, les personnes morales et physiques, ressortissantes ou domiciliées dans un État partie à la convention, bénéficient, en matière de protection de la propriété industrielle, dans tous les autres pays de l'Union, des avantages que leurs lois respectives accordent aux nationaux.
Autrement dit, lorsqu'un demandeur dépose une demande de brevet ou de marque dans un pays étranger membre de l'Union, la demande bénéficie du même traitement que si elle provenait d'un ressortissant de ce pays étranger. De plus, si le droit de propriété intellectuelle est accordé (par exemple si le déposant devient propriétaire d'un brevet ou d'une marque enregistrée), le titulaire bénéficie des mêmes protections et du même recours juridique contre toute contrefaçon que s'il était un propriétaire national de ce droit.

### Droit de priorité
Le « droit de priorité de la Convention », également appelé « droit de priorité de la convention de Paris » ou « droit de priorité de l'Union », a également été établi par l'article 4 de la convention de Paris et est considéré comme l'une des pierres angulaires de la convention de Paris. Il prévoit qu'un déposant d'un État contractant pourra utiliser sa première date de dépôt (dans l'un des États contractants) comme date de dépôt effective dans un autre État contractant, à condition que le déposant, ou son ayant cause, dépose une demande ultérieure dans les 6 mois (pour les dessins et modèles industriels et les marques ) ou 12 mois (pour les brevets et les modèles d'utilité) à compter du premier dépôt.

### Protection temporaire des marchandises présentées lors de certaines expositions internationales
L'article 11(1) de la convention de Paris exige que les pays de l'Union « accordent une protection temporaire aux inventions brevetables, aux modèles d'utilité, aux dessins industriels et aux marques, en ce qui concerne les produits exposés lors d'expositions internationales officielles ou officiellement reconnues tenues sur le territoire de n'importe lequel d'entre eux".
Si un enregistrement de brevet ou de marque est demandé pendant la période de protection temporaire, la date de priorité de la demande peut être comptée « à partir de la date d'introduction des produits dans l'exposition » plutôt qu'à partir de la date de dépôt de la demande, si la protection temporaire visée à l’article 11, paragraphe 1, a été mise en œuvre de cette manière dans le droit national,. Il existe cependant d'autres moyens permettant aux Pays de l'Union de mettre en œuvre dans leur droit national la protection temporaire prévue à l'article 11 de la convention de Paris.

### Indépendance mutuelle des brevets et des marques dans les différents pays de l'Union
Selon les articles 4bis et 6 (respectivement pour les brevets et les marques ), pour les étrangers, la demande de brevet ou l'enregistrement d'une marque doit être déterminé par l'État membre conformément à sa législation nationale et non par la décision du pays de origine ou tout autre pays. Les demandes de brevet et les enregistrements de marques sont indépendants selon les pays contractants.

## Histoire
Après une conférence diplomatique à Paris en 1880, la convention est signée le 20 mars 1883 par 11 pays : Belgique, Brésil, France, Guatemala, Italie, Pays-Bas, Portugal, El Salvador, royaume de Serbie,  Espagne et Suisse. Le Guatemala, El Salvador et la Serbie ont dénoncé et réappliqué la convention via leur adhésion,,.
Le traité a été révisé à Bruxelles, en Belgique, le 14 décembre 1900, à Washington, aux États-Unis, le 2 juin 1911, à La Haye, aux Pays-Bas, le 6 novembre 1925, à Londres, le 2 juin 1934, à Lisbonne, au Portugal, le 31 octobre 1958 et à Stockholm, en Suède, le 14 juillet 1967. Il a été modifié le 28 septembre 1979.

## Pays membres

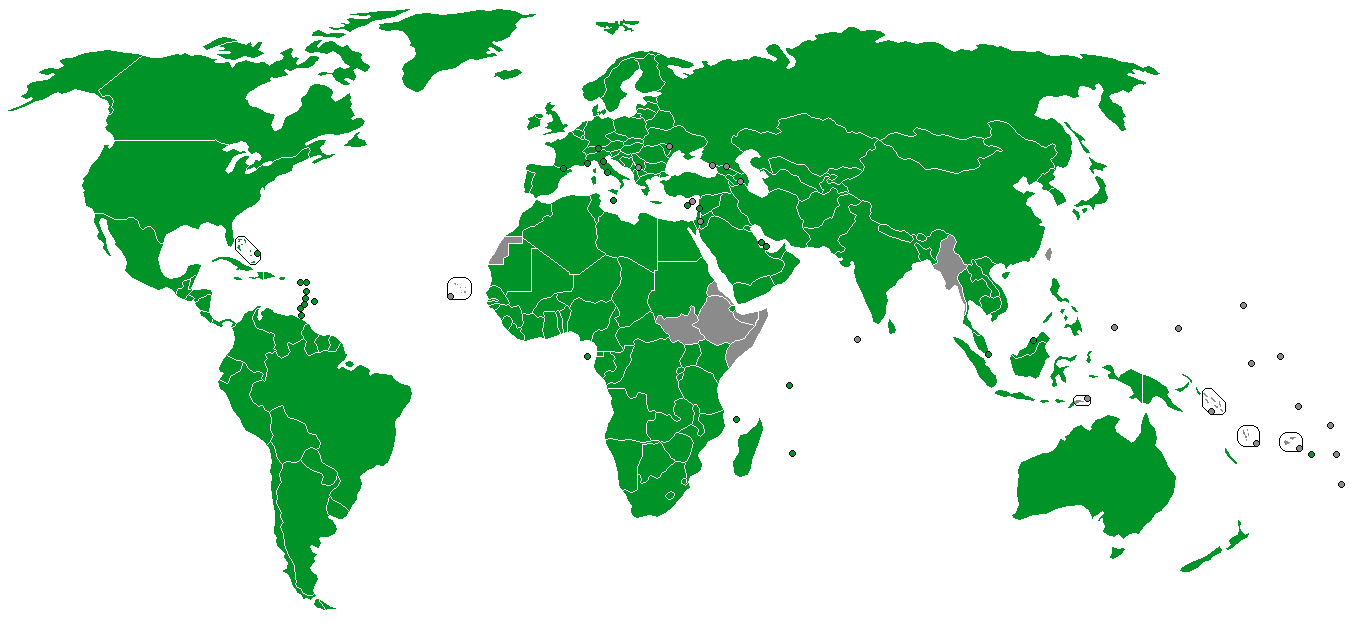
Carte des États signataires de la convention de Paris.

En date du 21 avril 2022, les pays membres de l'assemblée de la convention de Paris pour la protection de la propriété industrielle sont au nombre de 179, depuis l'adhésion du Cap-Vert.

## International
Au Canada la date de « priorité conventionnelle » est maintenue pendant 12 mois.

## Administration
La convention de Paris est administrée par l'Organisation mondiale de la propriété intellectuelle (OMPI) basée à Genève, en Suisse.